# 15512 Snyder
15512 Snyder eller 1999 UK1 är en asteroid i huvudbältet som upptäcktes den 18 oktober 1999 av de båda amerikanska astronomerna Jeffrey S. Medkeff och David Healy vid Junk Bond-observatoriet. Den är uppkallad efter amatörastronomen Doug Snyder.